# Rutenarsenita
La rutenarsenita és un mineral de la classe dels sulfurs. Rep el nom de la seva composició: ruteni i arsènic.

## Característiques
La rutenarsenita és un sulfur de fórmula química (Ru,Ni)As. Cristal·litza en el sistema ortoròmbic. La seva duresa a l'escala de Mohs es troba entre 6 i 6,5.
Segons la classificació de Nickel-Strunz, la rutenarsenita pertany a «02.C - Sulfurs metàl·lics, M:S = 1:1 (i similars), amb Ni, Fe, Co, PGE, etc.» juntament amb els següents minerals: achavalita, breithauptita, freboldita, kotulskita, langisita, niquelina, sederholmita, sobolevskita, stumpflita, sudburyita, jaipurita, zlatogorita, pirrotina, smythita, troilita, cherepanovita, modderita, westerveldita, mil·lerita, mäkinenita, mackinawita, hexatestibiopanickelita, vavřínita, braggita, cooperita i vysotskita.

## Formació i jaciments
Va ser descoberta al riu Waria, dins l'àrea d'Ioma (Província d'Oro, Papua Nova Guinea). També ha estat descrita al Kazakhstan, a la República Popular de la Xina, a Rússia, a Sud-àfrica i als Estats Units.